# Gustav von Hüfner
Carl Gustav von Hüfner (Köstritz, 13 de mayo de 1840-Tubinga, 14 de marzo de 1908) fue un químico alemán.
Fue sustituto de Felix Hoppe-Seyler en la cátedra de Química fisiológica de la Universidad de Tubinga cuando este partió a Estrasburgo en 1872; allí tuvo como alumna entre otros muchos a Maria Gräfin von Linden. Fue autor de obras como Zur vergleichenden Anatomie und Physiologie der Harncanälchen (1866) o Über den Ursprung und die Berechtigung besonderer Lehrstühle für physiologische Chemie (1899), entre otras. Nombrado en 1882 miembro de la Leopoldina, dio nombre a la ecuación de Hüfner, una expresión relacionada con la presión parcial de oxígeno en sangre.